# Керн, Ермолай Фёдорович
Ермола́й Фёдорович Керн (1765, Петровск, Российская империя — 8 [20] января 1841, ) — русский военачальник, генерал-лейтенант, участник войн против Наполеона, первый супруг Анны Керн.

## Биография
Родился в 1765 году.
10 апреля 1777 года был записан в службу вахмистром в Смоленский драгунский полк и 2 марта 1789 года переведён сержантом в Херсонский гренадерский полк.
Под руководством А. В. Суворова принял участие в войне с турками; произведён в прапорщики за отличие при штурме Измаила 11 декабря 1790 года и в подпоручики — за сражение при Мачине 28 июня 1791 года. Последовавшая затем война с Польшей, доставила ему следующие два чина за боевые отличия.
В 1806 году он участвовал в военных действиях на Кавказе против Аварского хана, когда был ранен. В кампании 1806—1807 годов против французов отличился при Гейльсберге, и 4 декабря 1807 года назначен в чине майора командиром Перновского мушкетёрского полка (в подполковники произведён 12 декабря того же года). По окончании войны с Францией Керн принял участие в русско-шведской войне 1808—1809 годов.
Однако 29 декабря 1809 года уволен с полным пенсионом и мундиром из-за расстроенного здоровья и до конца не оправившись от ран, полученных ещё в боях с лезгинами. Вернувшись на службу 30 марта 1811 года, Керн сразу получил в командование 48-й егерский полк. 16 апреля 1812 года был назначен командиром Белозерского пехотного полка.
Отечественная война 1812 года и Заграничные походы 1813 и 1814 годов вновь дали Керну возможность проявить свою храбрость и боевые таланты. В 1812 году, находясь в арьергарде, он прикрывал отступление 1-й армии от Вильны к Дриссе и доблестно участвовал в сражениях под Смоленском и при д. Гедеоновой. В Бородинском бою Керн был выслан к д. Утице на подкрепление левого фланга и, участвуя в контратаке Тучкова, был ранен в ногу; 21 ноября 1812 года за отличие произведён в полковники. После сражения при Тарутине он был назначен в авангард Милорадовича и особенно отличился в сражениях при Вязьме и под Красным. За отличие при Вязьме Керн был награждён чином генерал-майора (18 июля 1813 со старшинством от 22 октября 1812 г.), орденами св. Анны 2-й степени и св. Владимира 4-й и 3-й степеней. Совершив затем поход 1813—1814 гг., Керн был комендантом немецкого города Мейсен, под Бауценом командовал отрядом, действовавшим против неприятельской кавалерии, участвовал в «Битве народов» под Лейпцигом, был военным губернатором Касселя и за штурм Монмартра был награждён 18 марта 1814 года орденом св. Георгия 4-й степени за № 2883.
Затем Керн последовательно занимал должности командира 3-й бригады 17-й пехотной дивизии (с 1 июня 1815 г.), начальника 15-й пехотной дивизии, командира 2-й бригады 25-й пехотной дивизии, начальника 11-й пехотной дивизии. Перемещённый 25 июля 1820 г. на должность начальника 2-й пехотной дивизии, Керн занимал затем должность коменданта в Риге (с 26 сентября 1823 по 20 июля 1827 г.) и Смоленске (с 29 февраля 1828 г.). 14 апреля 1829 года он был произведён в генерал-лейтенанты и 17 ноября 1837 года уволен в отставку.
Умер 8 (20) января 1841 года.

## Семья
От первого брака с дочерью витебского помещика Северинова, по другим сведениям, вне брака, остался сын:
- Александр (3.12.1810—?)[4] — коллежский асессор, служащий в Инспекторском Департаменте Гражданского Ведомства. Был женат с 4 февраля 1849 года на дочери титулярного советника Вере Михайловне Флоровой (1831—?). Известны двое их детей:
  - Николай (12.10.1853—?).
  - Александра, замужем с 1882 года за Алексеем Федоровичем (Алексисом Артуром Густавом) Ландэзен (22.11.1854—30.05.1903).
  - Аполлинарий (14.05.1856[5]— ?).

## Керн и Пушкин
8 января 1817 года Ермолай Фёдорович Керн женился на Анне Петровне Полторацкой (1800—1879), героине одного из увлечений Пушкина, и послужил поэту прототипом князя Гремина в «Евгении Онегине». Именно про него Александр Сергеевич написал известное четверостишие:
Сегодня был я ей представлен.
Глядел на мужа с полчаса;
Он важен, красит волоса
Он чином от ума избавлен.
Сама Анна Керн в своём дневнике писала о муже: «Его невозможно любить — мне даже не дано утешения уважать его; скажу прямо — я почти ненавижу его». Позже это выразилось и в отношении к детям от совместного с генералом брака — Анна была к ним достаточно прохладна. От этого брака было 3 дочери:
- Екатерина (1818—1904)

- Анна (1821—?)

- Ольга (7.07.1826—1833)